# 岩见泽驹泽短期大学
岩见泽驹泽短期大学（日语：／ Iwamizawa Komazawa Tanki Daigaku *）是过去一所位于日本北海道岩见泽市的私立短期大学。

## 概要

### 简介
- 短期大学为于1965年开办、由学校法人驹泽大学经营、来教育的基础是曹洞宗。招生到于1987年、停办于1989年[1]。招収只女学生从1965年[1]。

### 历史
- 1965年 岩见泽驹泽短期大学成立并同时设置日文科。
- 1987年 最后一年招生、次年停止招生（正式停办于1989年10月12日[1]）。

## 学校环境
- 校区：在了北海道岩见泽市

## 历任校长
- 岡本素光：第一代短期大学校长[2]。
- 笕無关：最后短期大学校长[3]。

## 著名人和有关人员
- 关稔
- 近藤良一
- 筱原昌彦
- 龟井秀雄

## 组织

### 学科
- 日文科

### 专科
| - 没有 |

### 业余课程
| - 没有 |

## 相关链接
- 日本短期大学列表
- 驹泽大学苫小牧短期大学